# 梁庚堯
梁庚堯（1948年—），臺灣歷史學者。

## 生平
梁庚堯祖籍廣東新會，生於廣州，旋移居香港，1956年定居臺北。國立臺灣大學歷史系學士（1970年）、碩士（1974年）、博士（1977年）畢業。自1977年起任教於國立臺灣大學歷史系，至2013年退休，現為該系名譽教授。
研究領域以宋代史為中心，亦涉及唐宋社會經濟史、宋元教育文化史及近代中國社會經濟史學史等。歷年著作有《南宋的農地利用政策》（台北：台大出版中心，1977）、《宋代社會經濟史論集》上下冊（台北：允晨文化，1997）、《南宋的農村經濟》（台北：聯經出版公司，2003）、《南宋鹽榷：食鹽產銷與政府控制》（台北：台大出版中心，2010）、以授課講義編著《中國社會史》（台北：台大出版中心，2014）；另有未收於上述各書之論文若干篇。